# Свети Илия (Долгаец)
Вижте пояснителната страница за други значения на Свети Илия.
„Свети Илия (на македонска литературна норма: Свети Илија) е средновековна православна църква в село Долгаец, Прилепско, Северна Македония.
Църквата е изградена в 1451 година, а е изписана в 1454 – 1455 година. В ктиторския надпис е споменат митрополит Давид Прилепски. „Свети Илия“ е първата нова църква от османската епоха в Прилепско-битолския край. Живописта е доста интересна от иконографска гледна точка, но със слаба художествена стойност. В 1999 година е извършена превантивна защита на живописта.
По време на българското управление през 1941-1944 касиер на църквата е Темелко Нешков Стойчев, Трайко Ст. Иванов, Боце Димов Иванов всички от село Долгаец.
- Стенописи